# 長田かず
長田 かず（ながた かず、12月17日‐）とは、俳優・ボーカリストとしての活動を経て2006年よりアーティスト、タレント、ダンサーのプロデュース及びマネジメントを開始した人物で、主な業務内容はプロデューサー 及び 宝塚歌劇団生徒等、プロを対象としたボイストレーニングやパーソナルレッスン等を行っている男性。元劇団四季団員。

## 経歴
生い立ち
福岡県生まれ、東京都出身。池袋ミュージカル学院卒業。母と妹の影響から宝塚歌劇団に触れ、当時在籍していた真矢みきの舞台映像に触発され、ミュージカル俳優を志す。
学生時代
京華中学高等学校を卒業。高校在学中より池袋ミュージカル学院にて歌やダンスのレッスンを開始。
劇団四季俳優時代、退団後
2000年、劇団四季 研究生オーディションに39期生として合格。
2001年、「九郎衛門」にて初舞台を踏む。その後「ライオンキング」や「赤毛のアン（ジェリー役）」 、「アンドロマック」 等に出演
2003年、劇団四季を退団。
2004年、舞浜エリア大手テーマパークにてパレードゲスト出演。 同年ダンス・ボーカルユニット「e_Ra」のボーカルとして活動を開始。
2006年、エステー化学ミュージカル「赤毛のアン」(主演：華原朋美)にジミー・グローヴァー役で出演。
プロデューサー時代
2006年、音楽アーティスト・タレント・モデル・ダンサーのプロデュース及びマネージメントを開始。
- 2007年8月、スカパー!「アキフェス2007」[8][9]キャスティング・プロデューサー
- 2008年、NHK『MUSIC JAPAN』、日本テレビ『音楽戦士 MUSIC FIGHTER』にて中村中の8枚のシングル「事勿れ主義」のステージ演出。
- 2024年7月、元宝塚歌劇団星組・男役トップスター 北翔海莉を初回ゲストに迎え、YouTube番組『THE AUTHENTIC MIND』を公開[10][11]。
- 2025年2月、元宝塚歌劇団雪組・娘役スター 野々花ひまりをゲストに迎え、YouTube番組『THE AUTHENTIC MIND（ザ・オーセンティック・マインド）』よりスピンオフ企画『Turning Point (ターニングポイント)』を公開[12][13]。
- 2025年4月26日、エフエム宝塚の宝塚歌劇公式番組『レビュー・ステイション』ゲスト出演。[14]
- 2025年5月22日、LOVE FM (ラブエフエム)『music x serendipity』ゲスト出演。[15]
- 2025年5月23日、KBCラジオ『ポジモン！』ゲスト出演。
- 2025年5月、 現RIZIN女子スーパーアトム級王者であり現DEEP JUWELSストロー級・アトム級王者でもある総合格闘家・伊澤星花をゲストに迎え、YouTube番組『THE AUTHENTIC MIND』本編第2回放送を公開[16]。

主な指導実績
・宝塚歌劇団生徒
・伊澤星花（総合格闘家）

主なマネジメント実績
- 2007年、齋藤由季子[19]が日本テレビ系『恋のから騒ぎ』出演。
- 2008年、タレントのマリーがNHK英会話番組『リトル・チャロ カラダにしみこむ英会話』レギュラー出演[20]。